# Liga MX 2023-2024
La Liga MX 2023-2024, nota anche come Liga BBVA MX 2023-2024 per ragioni di sponsorizzazione, è stata la 77ª edizione della massima serie del campionato di calcio messicano. Il campionato è iniziato il 1º luglio 2023 e si è concluso il 27 maggio 2024.
La stagione è stata divisa in due tornei separati, l'Apertura 2023 e il Clausura 2024, con lo stesso formato e le stesse squadre partecipanti, entrambi vinti dall'América.

## Stagione

### Novità
Nella scorsa stagione non ci sono state retrocessioni, in seguito alla decisione della federazione di non avere un collegamento tra le prime due serie per sei stagioni in seguito alla pandemia di Covid-19.
La federazione ha inoltre deciso di modificare le qualificazioni ai play-off rispetto alla scorsa stagione: le squadre direttamente qualificate senza necessità di preliminare (il Reclasificacion) sono passate da 4 a 6, mentre le squadre che devono passare per il turno di Reclasificacion sono state diminuite da 8 a 4, prevedendo inoltre un ulteriore turno: la settima e l'ottava classificate si giocano il settimo posto ai play-off in un turno ad eliminazione diretta, mentre la sconfitta si gioca l'ottavo e ultimo posto ai play-off contro la vincente della sfida di andata e ritorno tra nona e decima classificata.

### Formula
Le 18 squadre partecipanti giocheranno due distinti gironi di sola andata, l'Apertura e il Clausura, al termine di ognuno di essi le prime 10 classificate si qualificano per i play-off, che prevedono un turno preliminare a quattro squadre chiamato Reclasificacion e che con gare di andata e ritorno decretano i campioni dei due periodi.
Il campionato qualifica quattro squadre alla CONCACAF Champions League, di norma le due finaliste dell'Apertura e le due finaliste del Clausura. Se una o più squadre dovessero raggiungere le finali di entrambi i tornei, la federazione ha implementato una formula per assicurarsi che ogni fase assicuri due qualificazioni:
- Se le stesse due squadre raggiungono la finale di entrambi i tornei, queste ottengono la qualificazione insieme alle due non finaliste con il miglior piazzamento in classifica per ognuna delle due fasi.
- Se una squadra vince sia Apertura che Clausura contro due squadre diverse, allora lo slot riservato al campione di Clausura passa al finalista di Clausura e lo slot del finalista di Clausura passa alla squadra non finalista con il miglior piazzamento in classifica nel girone di Clausura.
- Se il finalista sconfitto di Apertura vince il Clausura (affrontando due squadre diverse in finale di ogni torneo), allora lo slot riservato al finalista di Apertura passa alla squadra non finalista con il miglior piazzamento in classifica nel girone di Apertura.
- Se il campione di Apertura è finalista sconfitta di Clausura (affrontando due squadre diverse in finale di ogni torneo), allora lo slot riservato al finalista di Clausura passa alla squadra non finalista con il miglior piazzamento in classifica nel girone di Clausura.

Come deciso dalla Liga MX nell'aprile del 2020, non sono previste retrocessioni nella serie inferiore fino alla stagione 2025-2026.

## Squadre partecipanti
| Club                       | Città                    | Stadio                        | Stagione precedente                                  |
| -------------------------- | ------------------------ | ----------------------------- | ---------------------------------------------------- |
| América                    | Città del Messico        | Stadio Azteca                 | Semifinali Apertura; Semifinali Clausura             |
| Atlas                      | Guadalajara              | Stadio Jalisco                | 17° in Apertura; Quarti di finale Clausura           |
| Atlético San Luis          | San Luis Potosí          | Stadio Alfonso Lastras        | 13° in Apertura; Quarti di finale Clausura           |
| Cruz Azul                  | Città del Messico        | Stadio Azteca                 | Quarti di finale Apertura; Reclasificacion Clausura  |
| Club Deportivo Guadalajara | Zapopan                  | Stadio Akron                  | Reclasificacion Apertura; Finale Clausura            |
| Juárez                     | Ciudad Juárez            | Stadio olimpico Benito Juárez | Reclasificacion Apertura, 16° in Clausura            |
| León                       | León                     | Stadio Nou Camp               | Reclasificacion Apertura; Reclasificacion Clausura   |
| Mazatlán                   | Mazatlán                 | Stadio di Mazatlán            | 14° in Apertura; 18° in Clausura                     |
| Monterrey                  | Guadalupe                | Stadio BBVA                   | Semifinali Apertura; Semifinali Clausura             |
| Necaxa                     | Aguascalientes           | Stadio Victoria               | Reclasificacion Apertura, 17° in Clausura            |
| Pachuca                    | Pachuca                  | Stadio Hidalgo                | Quarti di finale Apertura; Reclasificacion Clausura  |
| Puebla                     | Puebla de Zaragoza       | Stadio Cuauhtémoc             | Campione di Apertura; Reclasificacion Clausura       |
| Querétaro                  | Querétaro                | Stadio Corregidora            | 18° in Apertura, 10° in Clausura                     |
| Santos Laguna              | Torreón                  | Stadio Corona                 | Quarti di finale Apertura; Quarti di finale Clausura |
| Club Tijuana               | Tijuana                  | Stadio Caliente               | 15° in Apertura, 15° in Clausura                     |
| Toluca                     | Toluca                   | Stadio Nemesio Díez           | Finale Apertura; Quarti di finale Clausura           |
| Tigres UANL                | San Nicolás de los Garza | Stadio Universitario          | Quarti di finale Apertura; Campione di Clausura      |
| Pumas UNAM                 | Città del Messico        | Stadio olimpico universitario | 16° in Apertura, 14° in Clausura                     |

## Allenatori e primatisti
| Squadra           | Allenatore       | Calciatore più presente | Cannoniere |
| ----------------- | ---------------- | ----------------------- | ---------- |
| América           | André Jardine    |                         |            |
| Atlas             | Benjamìn Mora    |                         |            |
| Atlético San Luis | Gustavo Leal     |                         |            |
| Cruz Azul         | Ricardo Ferretti |                         |            |
| Guadalajara       | Veljko Paunović  |                         |            |
| Juárez            | Diego Mejía      |                         |            |
| León              | Nicolás Larcamón |                         |            |
| Mazatlán          | Ismael Rescalvo  |                         |            |
| Monterrey         | Fernando Ortiz   |                         |            |
| Necaxa            | Rafael Dudamel   |                         |            |
| Pachuca           | Guillermo Almada |                         |            |
| Puebla            | Eduardo Arce     |                         |            |
| Querétaro         | Mauro Gerk       |                         |            |
| Santos Laguna     | Pablo Repetto    |                         |            |
| Club Tijuana      | Miguel Herrera   |                         |            |
| Toluca            | Ignacio Ambríz   |                         |            |
| Tigres UANL       | Robert Siboldi   |                         |            |
| Pumas UNAM        | Antonio Mohamed  |                         |            |

## Apertura

### Stagione regolare
|  | Pos. | Squadra           | Pt | G  | V  | N | P  | GF | GS | DR  |
|  | ---- | ----------------- | -- | -- | -- | - | -- | -- | -- | --- |
|  | 1.   | América           | 40 | 17 | 12 | 4 | 1  | 37 | 14 | +23 |
|  | 2.   | Monterrey         | 33 | 17 | 10 | 3 | 4  | 27 | 15 | +12 |
|  | 3.   | Tigres UANL       | 30 | 17 | 8  | 6 | 3  | 32 | 18 | +14 |
|  | 4.   | Pumas UNAM        | 28 | 17 | 8  | 4 | 5  | 27 | 18 | +9  |
|  | 5.   | Guadalajara       | 27 | 17 | 8  | 3 | 6  | 22 | 22 | 0   |
|  | 6.   | Puebla            | 25 | 17 | 7  | 4 | 6  | 24 | 25 | -1  |
|  | 7.   | Atlético San Luis | 23 | 17 | 7  | 2 | 8  | 31 | 26 | +5  |
|  | 8.   | León              | 23 | 17 | 6  | 5 | 6  | 23 | 22 | +1  |
|  | 9.   | Santos Laguna     | 23 | 17 | 7  | 2 | 8  | 31 | 34 | -3  |
|  | 10.  | Mazatlán          | 22 | 17 | 6  | 4 | 7  | 25 | 27 | -2  |
|  | 11.  | Pachuca           | 22 | 17 | 5  | 7 | 5  | 16 | 27 | -11 |
|  | 12.  | Toluca            | 21 | 17 | 5  | 6 | 6  | 23 | 19 | +4  |
|  | 13.  | Club Tijuana      | 20 | 17 | 6  | 2 | 9  | 23 | 26 | -3  |
|  | 14.  | Querétaro         | 19 | 17 | 5  | 4 | 8  | 18 | 29 | -11 |
|  | 15.  | Juárez            | 18 | 17 | 5  | 3 | 9  | 24 | 34 | -10 |
|  | 16.  | Cruz Azul         | 17 | 17 | 5  | 2 | 10 | 21 | 29 | -8  |
|  | 17.  | Atlas             | 17 | 17 | 4  | 5 | 8  | 14 | 24 | -10 |
|  | 18.  | Necaxa            | 15 | 17 | 3  | 6 | 8  | 18 | 27 | -9  |

Legenda:
      Qualificata ai play-off.
      Qualificata alla Reclasificacion.

### Play-off

#### Reclasificacion
| Squadra 1         | Risultato | Squadra 2 |
| ----------------- | --------- | --------- |
| Atlético San Luis | 3 - 2     | León      |
| Santos Laguna     | 2 - 1     | Mazatlán  |

#### 1º turno
| Squadra 1 | Risultato | Squadra 2     |
| --------- | --------- | ------------- |
| León      | 3 - 2     | Santos Laguna |

#### Quarti di finale
| Squadra 1         | Totale | Squadra 2   | Andata | Ritorno |
| ----------------- | ------ | ----------- | ------ | ------- |
| León              | 2 - 4  | América     | 2 - 2  | 0 - 2   |
| Atlético San Luis | 2 - 1  | Monterrey   | 1 - 0  | 1 - 1   |
| Puebla            | 2 - 5  | Tigres UANL | 2 - 2  | 0 - 3   |
| Guadalajara       | 1 - 3  | Pumas UNAM  | 1 - 0  | 0 - 3   |

#### Semifinali
| Squadra 1   | Totale | Squadra 2         | Andata | Ritorno |
| ----------- | ------ | ----------------- | ------ | ------- |
| América     | 5 - 2  | Atlético San Luis | 5 - 0  | 0 - 2   |
| Tigres UANL | 2 - 1  | Pumas UNAM        | 1 - 0  | 1 - 1   |

#### Finale
| Squadra 1   | Totale | Squadra 2 | Andata | Ritorno     |
| ----------- | ------ | --------- | ------ | ----------- |
| Tigres UANL | 1 - 4  | América   | 1 - 1  | 0 - 3 (dts) |

## Clausura

### Stagione regolare
|  | Pos. | Squadra           | Pt | G  | V  | N | P  | GF | GS | DR  |
|  | ---- | ----------------- | -- | -- | -- | - | -- | -- | -- | --- |
|  | 1.   | América           | 35 | 17 | 10 | 5 | 2  | 30 | 12 | +18 |
|  | 2.   | Cruz Azul         | 33 | 17 | 10 | 3 | 4  | 23 | 14 | +9  |
|  | 3.   | Toluca            | 32 | 17 | 9  | 5 | 3  | 38 | 23 | +15 |
|  | 4.   | Monterrey         | 32 | 17 | 9  | 5 | 3  | 32 | 19 | +13 |
|  | 5.   | Tigres UANL       | 31 | 17 | 9  | 4 | 4  | 34 | 23 | +11 |
|  | 6.   | Guadalajara       | 31 | 17 | 9  | 4 | 4  | 24 | 17 | +7  |
|  | 7.   | Pachuca           | 29 | 17 | 9  | 2 | 6  | 34 | 27 | +7  |
|  | 8.   | Pumas UNAM        | 27 | 17 | 7  | 6 | 4  | 27 | 22 | +5  |
|  | 9.   | Necaxa            | 27 | 17 | 7  | 6 | 4  | 30 | 29 | +1  |
|  | 10.  | Querétaro         | 24 | 17 | 6  | 6 | 5  | 22 | 21 | +1  |
|  | 11.  | León              | 24 | 17 | 7  | 3 | 7  | 23 | 25 | -2  |
|  | 12.  | Juárez            | 16 | 17 | 4  | 4 | 9  | 19 | 26 | -7  |
|  | 13.  | Atlético San Luis | 16 | 17 | 5  | 1 | 11 | 25 | 35 | -10 |
|  | 14.  | Mazatlán          | 16 | 17 | 4  | 4 | 9  | 21 | 32 | -11 |
|  | 15.  | Santos Laguna     | 15 | 17 | 4  | 3 | 10 | 15 | 28 | -13 |
|  | 16.  | Club Tijuana      | 14 | 17 | 2  | 8 | 7  | 21 | 30 | -9  |
|  | 17.  | Atlas             | 14 | 17 | 3  | 5 | 9  | 21 | 31 | -10 |
|  | 18.  | Puebla            | 5  | 17 | 1  | 2 | 14 | 18 | 43 | -25 |

Legenda:
      Qualificata ai play-off.
      Qualificata alla Reclasificacion.

### Play-off

#### Reclasificacion
| Squadra 1 | Risultato       | Squadra 2  |
| --------- | --------------- | ---------- |
| Necaxa    | 1 - 1 (3-2 dtr) | Querétaro  |
| Pachuca   | 0 - 0 (3-5 dtr) | Pumas UNAM |

#### 1º turno
| Squadra 1 | Risultato | Squadra 2 |
| --------- | --------- | --------- |
| Pachuca   | 2 - 1     | Necaxa    |

#### Quarti di finale
| Squadra 1   | Totale | Squadra 2 | Andata | Ritorno |
| ----------- | ------ | --------- | ------ | ------- |
| Guadalajara | 1 - 0  | Toluca    | 1 - 0  | 0 - 0   |
| Pachuca     | 2 - 2  | América   | 1 - 1  | 1 - 1   |
| Pumas UNAM  | 2 - 4  | Cruz Azul | 0 - 2  | 2 - 2   |
| Tigres UANL | 2 - 3  | Monterrey | 1 - 2  | 1 - 1   |

#### Semifinali
| Squadra 1   | Totale | Squadra 2 | Andata | Ritorno |
| ----------- | ------ | --------- | ------ | ------- |
| Guadalajara | 0 - 1  | América   | 0 - 0  | 0 - 1   |
| Monterrey   | 2 - 2  | Cruz Azul | 0 - 1  | 2 - 1   |

#### Finale
| Squadra 1 | Totale | Squadra 2 | Andata | Ritorno |
| --------- | ------ | --------- | ------ | ------- |
| Cruz Azul | 1 - 2  | América   | 1 - 1  | 0 - 1   |